# Primeira Batalha de Arrastã
A primeira batalha de Arrastã foi um confronto militar travado durante a guerra civil síria, entre combatentes rebeldes e forças leais ao governo sírio. Começou em 25 setembro de 2011 e terminou em 2 de outubro do mesmo ano, com uma vitória do exército nacional, que assumiu o controle da cidade depois de intensos combates.

## Batalha
Depois do exército sírio ter se mobilizado para avançar sobre a cidade de Homs para esmagar a revolta por lá, membros do exército livre da síria e os civis de Arrastã se rebelaram contra o governo da Síria e tomaram facilmente o controle da cidade. O exército foi obrigado a mandar de volta soldados e cercou a cidade em 25 de setembro.
Na terça-feira, madrugada de 27 de setembro, o exército sírio decidiu passar à ofensiva, movendo-se rapidamente para dentro da cidade e tomou o controle das estradas principais e secundárias da cidade; esta primeira operação fez 20 feridos.
A luta durou até 2 de outubro, quando os poucos rebeldes que restavam fugiram da cidade e as autoridades sírias anunciaram o fim dos combates na região.